# Ingeborg Kahlenberg
Ingeborg Luise Kahlenberg-Wallheimer (Bremen, 27 maart 1920 – New York, 2 oktober 1996) was een Duitse vrouw die met haar echtgenoot tijdens de Tweede Wereldoorlog het Nederlandse verzet hielp. Zij werden onderscheiden met het Verzetsherdenkingskruis (VHK).
Fritz Kahlenberg en Ingeborg Wallheimer waren beiden fotograaf en werkten voor de verzetsgroep De Ondergedoken Camera, die door Fritz en Tonny van Renterghem in 1944 was opgericht. De groep filmde en fotografeerde Duitse activiteiten.
Kahlenberg en Wallheimer trouwden in 1946 en emigreerden in 1949 naar de Verenigde Staten. Ze overleden kort na elkaar in oktober 1996.

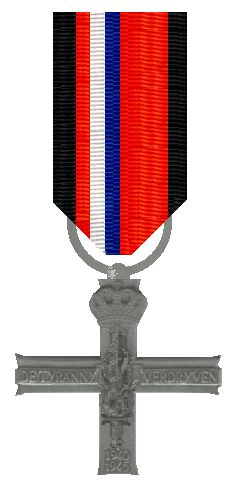
VHK